# Бернхард VIII фон дер Шуленбург
Бернхард VIII Хиеросолимитанус фон дер Шуленбург (на немски: Bernhard VIII Hierosolymitanus von der Schulenburg; * пр. 1410; † пр. 8 април 1466/ или 1470/1479) е „кнапе“ (оръженосец, носач на щит) от „Бялата линия“ на благородническия род „фон дер Шуленбург“.

## Произход
Той е син на рицар Фриц I фон дер Шуленбург († сл. 1415) и съпругата му Хиполита фон Ягов, дъщеря на Херман фон Ягов († ок. 1396) и Маргарета фон Маренхолц (* ок. 1345). Внук е на „кнапе“ Бернхард V фон дер Шуленбург († сл. 1417) и Маргарета фон Ведерде? († сл. 1395). Брат е на рицар Бусо I фон дер Шуленбург († 1475/1477), граф Фридрих II фон дер Шуленбург († сл. 1477) и граф Матиас I фон дер Шуленбург († 1479/1477). Роднина е на Дитрих († 1393), княжески епископ на Бранденбург (1366 – 1393). Потомък е на Вернерус де Скуленбурх († сл. 1238) и на рицар Вернер II фон дер Шуленбург († сл. 1304).
През 14 век синовете на Вернер II фон дер Шуленбург разделят фамилията в Алтмарк на две линии, рицар Дитрих II фон дер Шуленбург (1304 – 1340) основава „Черната линия“, по-малкият му брат рицар Бернхард I († сл. 1340) „Бялата линия“. Днес родът е от 22. генерация.
Бернхард VIII фон дер Шуленбург умира през 1466 г. на ок. 42 години. Децата му получават титлата граф.

## Фамилия
Първи брак: с Катарина фон Бредов. Те имат шест деца:
- Бернхард X фон дер Шуленбург (1466 – 1508), граф, женен за Маргарета фон Бодендик
- Геше фон дер Шуленбург, графиня, омъжена за Лоренц фон Хонлаге
- Илза фон дер Шуленбург († сл. 1509), графиня, омъжена за Ашвин фон Залдер
- Маргарета фон дер Шуленбург, графиня, омъжена за Улрих фон Веферлинген
- Анна фон дер Шуленбург, графиня
- Фриц V фон дер Шуленбург († 1502/1505), рицар, женен за Армгард фон Алвенслебен († сл. 1505)

Втори брак: с Аделхайд фон Бюлов. Бракът е бездетен.